# Ezequiel Garay
Ezequiel Marcelo Garay González (phát âm tiếng Tây Ban Nha: [eseˈkjel ɣaˈɾai]; sinh ngày 10 tháng 10 năm 1986) là một cựu cầu thủ bóng đá chuyên nghiệp người Argentina từng thi đấu ở vị trí trung vệ.
Anh bắt đầu sự nghiệp thi đấu cho câu lạc bộ Newell's Old Boys nhưng sau đó đã chuyển đến Tây Ban Nha lúc 19 tuổi. Kể từ đó anh đã chơi tại La Liga tổng cộng đến nay lên đến 109 trận và có được 15 bàn thắng, với câu lạc bộ Racing de Santander và Real Madrid. Vào năm 2011, anh chuyển đến Benfica.

## Sự nghiệp
Garay sinh ra tại Rosario, Santa Fe. Vào năm 18, anh ra mắt trong màu áo của câu lạc bộ quê nhà Newell's Old Boys, trong giải bóng đá vô địch quốc gia Argentine. Trận đấu đầu tiên của anh ấy là trận gặp câu lạc bộ Club de Gimnasia y Esgrima La Plata, trong mùa giải 2004-2005. Vào tháng 12 năm 2005, Garay gia nhập La Liga và chơi cho câu lạc bộ Racing de Santander, và đã đạt được một số thành công trong màu áo câu lạc bộ này.
Vào ngày 18 tháng 5 năm 2008, Racing bán Garay cho Real Madrid, nhưng sau đó nhận lại anh ở mùa giải 2008-2009 bằng hình thức cho mượn. Vào ngày 5 tháng 7 năm 2011, Garay chuyển đến S.L. Benfica ở Bồ Đào Nha. Tại giải vô địch bóng đá trẻ thế giới năm 2005, Garay đã giúp đội U20 Argentine vô địch giải U20 thế giới tại Hà Lan. Trong giải này còn có sự góp mặt của Sergio Agüero, Fernando Gago, Lionel Messi và Oscar Ustari. Năm 2014, anh được gọi vào đội tuyển quốc gia tham dự Giải vô địch bóng đá thế giới năm 2014 tổ chức tại Brasil.

## Thống kê sự nghiệp câu lạc bộ
Tính đến ngày 8 tháng 5 năm 2016
| Câu lạc bộ          | Mùa giải            | Giải đấu | Giải đấu | Cúp quốc gia | Cúp quốc gia | Châu lục | Châu lục | Tổng cộng | Tổng cộng |
| Câu lạc bộ          | Mùa giải            | Trận     | Bàn      | Trận         | Bàn          | Trận     | Bàn      | Trận      | Bàn       |
| ------------------- | ------------------- | -------- | -------- | ------------ | ------------ | -------- | -------- | --------- | --------- |
| Newell's Old Boys   | 2004–05             | 2        | 0        | —            | —            | —        | —        | 2         | 0         |
| Newell's Old Boys   | 2005–06             | 12       | 1        | —            | —            | —        | —        | 12        | 1         |
| Newell's Old Boys   | Tổng cộng           | 14       | 1        | —            | —            | —        | —        | 14        | 1         |
| Racing Santander    | 2005–06             | 7        | 0        | 0            | 0            | —        | —        | 7         | 0         |
| Racing Santander    | 2006–07             | 31       | 9        | 1            | 0            | —        | —        | 32        | 9         |
| Racing Santander    | 2007–08             | 22       | 3        | 7            | 2            | —        | —        | 29        | 5         |
| Racing Santander    | 2008–09             | 24       | 2        | 2            | 0            | 4        | 0        | 30        | 2         |
| Racing Santander    | Tổng cộng           | 84       | 14       | 10           | 2            | 4        | 0        | 98        | 16        |
| Real Madrid         | 2009–10             | 20       | 1        | 0            | 0            | 3        | 0        | 23        | 1         |
| Real Madrid         | 2010–11             | 5        | 0        | 2            | 0            | 1        | 0        | 8         | 0         |
| Real Madrid         | Tổng cộng           | 25       | 1        | 2            | 0            | 4        | 0        | 31        | 1         |
| Benfica             | 2011–12             | 24       | 2        | 3            | 0            | 10       | 0        | 37        | 2         |
| Benfica             | 2012–13             | 27       | 1        | 1            | 0            | 14       | 1        | 42        | 2         |
| Benfica             | 2013–14             | 27       | 6        | 8            | 0            | 14       | 2        | 49        | 8         |
| Benfica             | Tổng cộng           | 78       | 9        | 12           | 0            | 38       | 3        | 128       | 12        |
| Zenit               | 2014–15             | 26       | 1        | 1            | 0            | 15       | 0        | 42        | 1         |
| Zenit               | 2015–16             | 20       | 2        | 2            | 0            | 6        | 0        | 28        | 2         |
| Zenit               | Tổng cộng           | 46       | 3        | 3            | 0            | 21       | 0        | 70        | 3         |
| Tổng cộng sự nghiệp | Tổng cộng sự nghiệp | 247      | 28       | 27           | 2            | 67       | 3        | 343       | 33        |